# Rhys Gemmell
Rice Thomas Hopkins Gemmel, Rhys Gemmell (ur. 4 marca 1896 w Caulfield, zm. 10 maja 1972) – australijski tenisista, zwycięzca Australasian Championships w grze pojedynczej i podwójnej.

## Kariera tenisowa
Wychowywał się w Australii Zachodniej i należał, przede wszystkim obok Erniego Parkera, do ścisłej czołówki tenisistów tego stanu. W rywalizacji krajowej, mimo dobrych umiejętności wolejowych i solidnego bekhendu, nie osiągał znaczących sukcesów, przyćmiony przez takich znanych rywali, jak Gerald Patterson czy Norman Brookes.
W 1921 roku, wykorzystując nieobecność większości znanych tenisistów australijskich, triumfował w Australasian Championships (obecnie Australian Open), rozegranych Perth. W finale pokonał w trzech setach Alfa Hedemana. Gemmel również odniósł zwycięstwo w grze podwójnej, mając za partnera Sidneya H. Eatona. Gemmel i Eaton pokonali w decydującym meczu N. Brearleya i Edwarda Stokesa.
W kolejnych sezonach Gemmel nie powtórzył podobnych sukcesów. W mistrzostwach Australii przegrywał w początkowych rundach, a wśród jego pogromców byli m.in. znani gracze – Edgar Moon, Pat O’Hara Wood oraz James Outram Anderson, który w 1922 pozbawił Gemmela nadziei na obronę tytułu już w II rundzie, ostatecznie samemu okazując się kolejnym triumfatorem imprezy. Gemmel pozostaje jedynym Australijczykiem, który wygrał Australasian Championships, a nie dostąpił zaszczytu reprezentowania Australii – czy też w jego przypadku wspólnej ekipy Australii i Nowej Zelandii – w Pucharze Davisa.
W 1927 roku Gemmel porzucił tenis amatorski i próbował swoich sił jako profesjonalny trener.

### Finały w turniejach wielkoszlemowych

#### Gra pojedyncza (1–0)
| Końcowy wynik | Nr | Data | Turniej                           | Nawierzchnia | Przeciwnik  | Wynik finału  |
| ------------- | -- | ---- | --------------------------------- | ------------ | ----------- | ------------- |
| Zwycięzca     | 1. | 1921 | Australasian Championships, Perth | Trawiasta    | Alf Hedeman | 7:5, 6:1, 6:4 |

#### Gra podwójna (1–0)
| Końcowy wynik | Nr | Data | Turniej                           | Nawierzchnia | Partner         | Przeciwnicy               | Wynik finału  |
| ------------- | -- | ---- | --------------------------------- | ------------ | --------------- | ------------------------- | ------------- |
| Zwycięzca     | 1. | 1921 | Australasian Championships, Perth | Trawiasta    | Sidney H. Eaton | N. Brearley Edward Stokes | 7:5, 6:3, 6:3 |